# Наирашвили, Давид
Давид Наирашвили (груз. დავით ნაირაშვილი; 24 октября 1964) — грузинский бригадный генерал (2008) и заместитель начальника Объединённого штаба Вооружённых сил Грузии с сентября 2008 года.
Наирашвили окончил Военный инженерно-космический институт имени А. Ф. Можайского в 1986 году и служил в советских космических сил до 1989 года. С 1992 года он занимал различные должности в Национальной гвардии Грузии и Министерстве обороны Грузии, в том числе был заместителем командующего ВВС Грузии (1993—1994), заместителем начальника Генерального штаба (1999—2000, 2004—2005) . С 2000 по 2004 год он занимал пост первого представителя Грузии в штаб-квартире Верховного главнокомандующего объединёнными вооружёнными силами в Европе в Бельгии.
С марта 2007 года по сентябрь 2008 года Наирашвили командовал грузинскими ВВС, которые в августе 2008 года участвовали в войне в Грузии. В апреле 2009 года он был награждён высшей военной наградой Грузии — Святого Георгия-Победоносца — за его поведение во время войны.